# Acid Bath
Acid Bath es una banda estadounidense de sludge metal fundada en 1991 en la ciudad de Houma, Luisiana. Acid Bath es considerada una de las bandas más reconocidas e influyentes dentro del estilo del sludge metal. Su formación más reconocida estuvo compuesta por el vocalista Dax Riggs, el bajista Audie Pitre, los guitarristas Mike Sanchez y Sammy Duet, y el baterista Jimmy Kyle.
La banda ha adquirido un estatus de culto en la escena underground debido a su eclecticismo al combinar sludge metal con elementos de diversos géneros musicales tanto dentro como fuera del metal, como death metal, doom metal, rock gótico, stoner rock, blues y folk. Acid Bath también fue blanco de controversia debido a las portadas de sus álbumes, que retrataban obras de personalidades oscuras como John Wayne Gacy y Jack Kevorkian, además de la crudeza visceral de sus letras, las cuales involucraban tópicos como el asesinato, el abuso de drogas, violación, la necrofilia, perversiones y el aborto con un toque de humor negro.
La banda se separó en enero de 1997 tras la muerte de su bajista Audie Pitre en un accidente automovilístico. Tras su separación, algunos de sus miembros se dirigieron hacia otros proyectos, como Sammy Duet con Goatwhore, mientras que Dax Riggs se distanció de la escena metalera en otras agrupaciones (Agents of Oblivion/Deadboy & The Elephantmen) como solista. En 2024, la banda anunció que se reuniría para tocar su primer show en casi 30 años, la edición 2025 de Sick New World.

## Historia

### Formación y popularidad
Acid Bath se formó en 1991 bajo el nombre Golgotha, con Dax Riggs, Sammy Duet, Jimmy Kyle, Audie Pitre y Mike Sanchez. Sammy y Audie provinieron de una banda llamada Dark Karnival. En sus inicios como Golgotha, la banda tocaba thrash metal y sus influencias fueron principalmente Slayer, Death, Exhorder, Celtic Frost, Darkthrone, Alice Cooper y Carcass. En ese año publicaron el demo Wet Dreams of the Insane. Posteriormente, cambiaron su nombre a Acid Bath debido a que ya existía otra banda con ese nombre. En 1992, Acid Bath publicó el demo Hymns of the Needle Freak, el cual llamó la atención de Rotten Records.
En 1994, lanzaron su primer álbum, When the Kite String Pops. Dicho álbum es muy notorio debido a su portada, en la cual se muestra un autorretrato hecho en prisión del asesino serial John Wayne Gacy como su alter ego, Pogo el Payaso, lo que provocó que la banda fuera objeto de polémica. No obstante, éste es considerado por muchos como uno de los mejores álbumes de sludge metal de la historia. El álbum fue producido por Spike Cassidy, guitarrista de la banda de crossover thrash Dirty Rotten Imbeciles. Dos años después, en 1996, la banda publicó su segundo y último álbum, Paegan Terrorism Tactics. Al igual que el primer álbum, la portada causó controversia, la cual mostraba una pintura del activista de la eutanasia Jack Kevorkian, lo que provocó que el álbum fuera inicialmente prohibido en Australia.
En su corta existencia, Acid Bath se convirtió en una de las bandas más importantes de la escena de Nueva Orleans, junto con Eyehategod, Crowbar y Soilent Green. También realizaron giras a lo largo de América del Norte junto con bandas de death metal tales como Immolation, Cannibal Corpse, Pungent Stench y Brutal Truth. A pesar de haber formado parte de una disquera independiente y de haber lanzado solo dos álbumes de estudio, Acid Bath ha generado un enorme seguimiento en la escena underground debido a la naturaleza transgresora y experimental de su música.

### Tragedia, separación y proyectos posteriores
El 14 de diciembre de 1996, Acid Bath tocó su último show con Audie Pitre en el Texas Billiards, un club que fue propiedad del guitarrista Dimebag Darrell. El 23 de enero de 1997, Audie murió en un accidente vehicular junto con sus padres. Su hermano Kelly fue el único sobreviviente. El causante fue un hombre llamado Adam Trahan, quien se encontraba en estado de ebriedad. Éste fue sentenciado a 30 años de prisión por homicidio imprudente, fue absuelto en el año 2015, después de 17 años en prisión. Tras la muerte de Audie, la banda contrató temporalmente al bajista Joseph Fontanot para su remplazo, aunque posteriormente decidieron separarse en abril de ese mismo año ante la incapacidad de continuar sin Audie.
Posterior a la separación de Acid Bath, Sammy Duet decidió fundar Killgore (Que se transformaria en Goatwhore), su siguiente proyecto, el cual distaba del sonido de Acid Bath y era más cercano al blackened death metal. En simultáneo también formó parte de Crowbar, donde formó parte de tres álbumes de estudio: Odd Fellows Rest, Equilibrium y Sonic Excess in its Purest Form. Por su parte, Dax Riggs se alejó completamente del metal, enfocándose en un sonido más orientado al rock. Dax Riggs junto a Mike Sanchez formaron Agents of Oblivion, un grupo de blues rock y swamp rock, y en el año 2000 publicaron su único álbum que lleva el mismo nombre. Posteriormente Mike se alejó de la música y Dax continuó con su banda Deadboy & The Elephantmen hasta el 2007. De ahí en adelante, Dax Riggs contunuó su carrera musical como solista. En 2014, surguieron rumores de un posible regreso de Acid Bath sin Audie ni Dax, con el vocalista de Slipknot Corey Taylor, aunque luego éstos fueron desestimados por los ex-miembros de la banda.

### Reunión
En octubre de 2024, Acid Bath anunció su regreso. Tocarán su primer concierto en 28 años en el festival de Sick New World en Las Vegas, el 12 de abril de 2025. 

## Estilo musical
Debido a su estilo experimental, Acid Bath es considerada como una banda única en su género. Si bien su estilo musical es sludge metal, éstos integraron numerosos estilos musicales, entre los cuales figuran death metal, thrash, hardcore punk, groove metal, metal alternativo, grindcore, stoner rock y rock gótico. En una entrevista con Pit Magazine, Dax Riggs se refirió al estilo de Acid Bath como "death rock". En otra entrevista, el guitarrista Sammy Duet describió su sonido como "hardcore gótico". Algunas canciones incorporan elementos fuera del metal, como en "Scream of the Butterfly" y "The Bones of Baby Dolls" las cuales son canciones de folk, mientras que "Dead Girl" es country. Un distintivo de Acid Bath son las vocales contrastantes entre Dax Riggs y Sammy Duet. Mientras Sammy emplea vocales guturales, Dax hace uso de una mezcla de guturales y vocales limpias y melancólicas, alternando entre ambos estilos en varias canciones. La banda también empleó samples de películas controversiales como La naranja mecánica y Terciopelo azul en "Cassie Eats Cockroaches", como también del lider sectario Jim Jones en "Diab Soulé".
Musicalmente, Acid Bath no fue una banda muy técnica, aunque sus canciones suelen experimentar cambios de tempo muy cortantes, como en "Scream of the Butterfly" donde el baterista hace uso de doble bombo al final de la canción, o en los ocasionales solos de bajo de Audie.
En torno a las letras, éstas exhiben un rango de tópicos macabros. Por ejemplo, Dax Riggs frecuentemente hacía alusiones a la muerte en sus canciones, como en "What Color is Death" y "Bleed Me An Ocean". La canción "Scream of the Butterfly" es una canción acerca de una mujer que se realiza un aborto y que sufre posteriormente. Otras canciones, en especial en su primer álbum, suelen tener letras muy violentas y sangrientas, como en "Jezebel" y "Cassie Eats Cockroaches" que tratan sobre la violación y brutal asesinato de una prostituta. Otro tópico frecuente es el del abuso de drogas, como en "Dope Fiend" y "Paegan Love Song" (esta última se basó en una experiencia real que tuvo la banda en Florida en la que ingirieron datura). Dax ha afirmado que para las letras se inspiró de cómics de autores como Frank Miller, Alan Moore, y Clive Barker, y de publicaciones como ANSWER Me! y Boiled Angel.

## Miembros
- Sammy Pierre Duet – guitarra, voz (1991–1997)
- Jimmy Kyle – drums (1991–1997)
- Audie Pitre – bajo, voz (1991–1997; fallecido 1997)
- Dax Riggs – voz (1991–1997)
- Mike Sanchez – guitarra, voz (1991–1997)
- Joseph Fontenot – bajo (1997)
- Tomas Viator – teclado (1996–1997)

## Discografía

### Álbumes de estudio
- When the Kite String Pops (1994)
- Paegan Terrorism Tactics (1996)

### Demos
- Wet Dreams of the Insane (Golgotha demo) (1991)
- Screams of the Butterfly (1992)
- Demo II (1993)
- Hymns of the Needle Freak (1993)
- Liquid Death Bootleg (1993)
- Radio Edits 1 (1994)
- Radio Edits 2 (1996)
- Paegan Terrorism Tactics Outtakes (1996)
- Demos: 1993–1996 (2005)

### Videos
- "Apocalyptic Sunshine Bootleg" (1994)
- "Toubabo Koomi" (1994)
- "Double Live Bootleg!" DVD (2002)